# Дроздово (Калужская область)
Дроздово — упразднённая в 2021 году деревня  в Жуковском районе Калужской области. Входит в состав муниципального образования сельского поселения  «Село Истье» (МО СП «Село Истье»)

## География
Деревня находится на Калужском шоссе в 5 км восточнее города Обнинск, в 73 км от Калуги и 116 от Москвы, 32 от новых границ Москвы на водоразделе рек Нара и Протва, высота над уровнем моря 181 м. Поселок окружен лиственным лесом (осина, берёза, дуб, чёрная ольха) с отдельными полосами еловых посадок.

## История

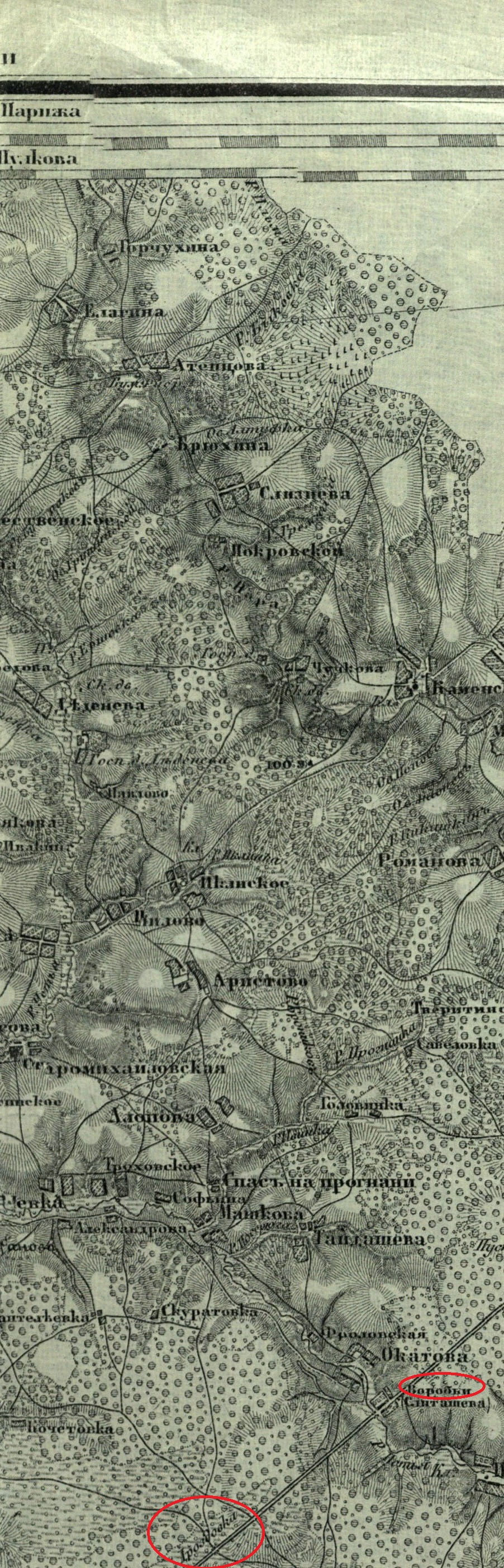
Фрагмент карты Шуберта 1871 г.

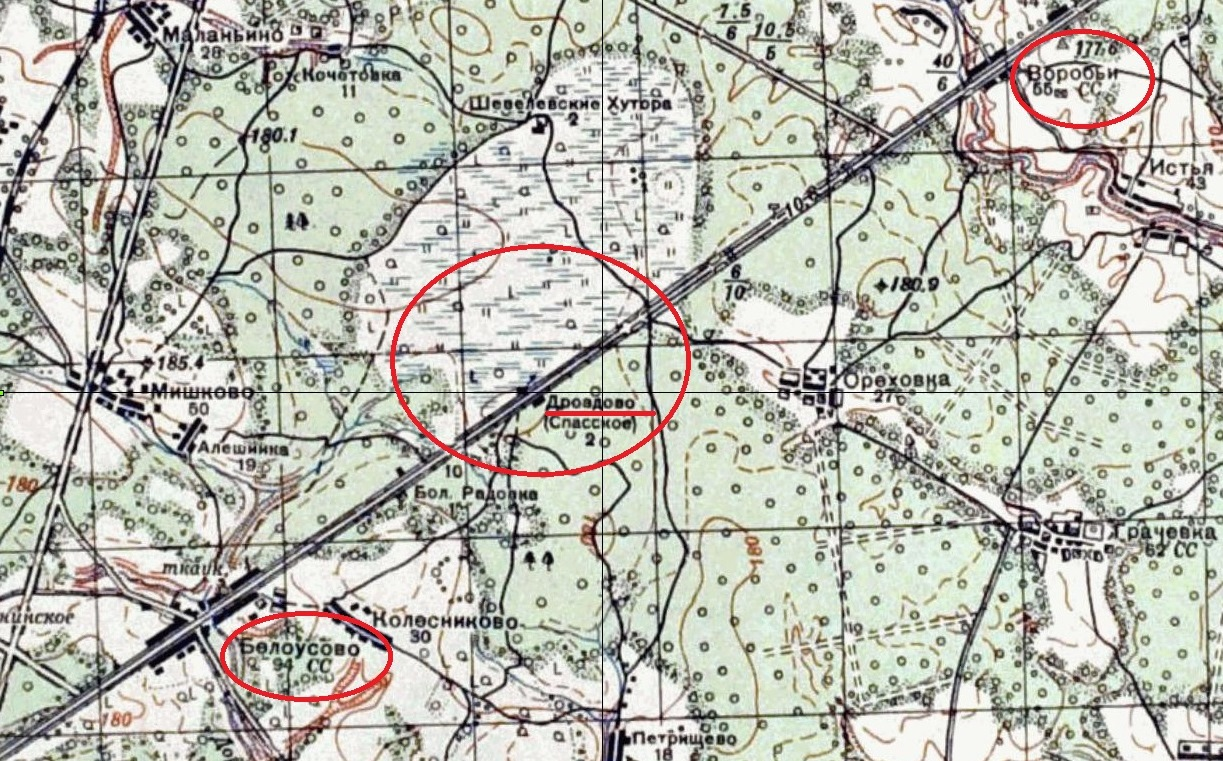
Карта РККА 1914 г.

В 1782 году записана как пустошь Дроздово в Боровском уезде, принадлежавшая Ивану Афанасьевичу Золотухину, Алексею Исаевичу Зыкову, Пелагее Фёдоровне Патрикеевой.
В Списке населённых мест Калужской губернии за 1859 год указана как почтовая станция Дроздовская на Московско-Варшавском шоссе с одним двором и 27 жителями.
Остатки каменных строений почтовой станции сохранились около автобусной остановки.
В начале XX века Дроздово с 23 жителями упоминается как посёлок (бывшая почтовая станция) в Спасопрогнанской волости.
В 1960-е годы началось выделение дачных участков в деревне, особенно интенсивно этот процесс шёл в 1970—1980 годах; после 1992 года новых садовых товариществ почти не образовано.
В настоящий момент в куст Дроздово входят 19 СНТ:
1. Аэлита
2. Энергия
3. Птицевод-3
4. Маяк-1
5. Факел
6. Заря Коммунизма
7. Монтажник
8. Сервис
9. Искра
10. Прогноз-2
11. Физхимик
12. Луч
13. Ласточка
14. Союз
15. Дубрава-2
16. Физхимик-2
17. Голубой Факел
18. Ремонтник
19. Автомобилист

Упразднена Законом Калужской области от 23.04.2021 № 95-ОЗ «Об упразднении административно-территориальной единицы на территории Жуковского района Калужской области».

## Население
| 2002 | 2010 |
| ---- | ---- |
| 0    | →0   |

## Инфраструктура
Имеются 4 магазина, два работают круглый год, один из них круглосуточный.

## Транспорт
Автобусное сообщение с Обнинском через Птицефабрику и г. Белоусово. Зимой 4 рейса (2 утром и 2 вечером), летом 9 и в выходные дополнительно ещё 6 — 8. В Дроздово при наличии свободных мест останавливаются по требованию пригородные автобусы Обнинск — Победа, Обнинск — Папино и Обнинск — Курилово (Корсаково) всего 7 — 8 рейсов в день.